# Legiony (film)
Legiony – polski film wojenny, którego akcja osadzona jest w realiach walki o niepodległość podczas I wojny światowej, wyprodukowany w 2019 roku, w reżyserii Dariusza Gajewskiego, z Sebastianem Fabijańskim, Bartoszem Gelnerem i Wiktorią Wolańską w rolach głównych.

## Historia
Inicjatorami powstania filmu byli Adam Borowski i Tomasz Łysiak. Okazją była setna rocznica odzyskania przez Polskę niepodległości oraz setna rocznica czynu legionowego. Zdjęcia, trwające 60 dni, rozpoczęto w sierpniu 2017 roku, zakończono w kwietniu 2019 roku. Realizowano je m.in. w: Bieszczadach (Osławica, Stężnica), Cieszynie, Parku Etnograficznym w Tokarni, Stradowie, okolicach Krakowa, Mrągowa, Węgrowa oraz Otwocka. W projekt zaangażowanych było 123 aktorów, 53 kaskaderów oraz ponad 500 osób należących do grup rekonstrukcyjnych. Użyto 220 koni. Przygotowano również 280 mundurów i czapek oraz 780 par butów. Budżet wyniósł 27 mln zł. Film współfinansowali: Ministerstwo Kultury i Dziedzictwa Narodowego, Polski Instytut Sztuki Filmowej oraz PolCar (prywatna firma). Uroczysta premiera odbyła się w Multikinie „Złote Tarasy” w Warszawie 16 września 2019 w obecności premiera Mateusza Morawieckiego. W związku z filmem zorganizowano akcję edukacyjną pod patronatem Ministerstwa Edukacji Narodowej, Muzeum Historii Polski oraz Instytutu Pamięci Narodowej.

## Fabuła
Akcja filmu rozgrywa się w latach walki o wolną Polskę podczas I wojny światowej. Historie bohaterów fikcyjnych wzorowano na losach prawdziwych legionistów. Główny wątek to historia miłości Józka Wieży, dezertera z armii carskiej i ułana Tadka Zbarskiego do Oli Tubilewicz, dziewczyny z Ligi Kobiet Pogotowia Wojennego. Główni bohaterowie stykają się ze znanymi z historii Polski: brygadierem Józefem Piłsudskim, porucznikiem Stanisławem Kaszubskim ps. „Król”, rotmistrzem Zbigniewem Dunin-Wąsowiczem i porucznikiem Jerzym Topór-Kisielnickim.

## Obsada
- Sebastian Fabijański – Józek Wieża
- Bartosz Gelner – Tadeusz Zbarski
- Wiktoria Wolańska – Aleksandra Tubilewicz
- Mirosław Baka – Stanisław „Król” Kaszubski
- Jan Frycz – Józef Piłsudski
- Grzegorz Małecki – Złotnicki
- Borys Szyc – Zbigniew Dunin-Wąsowicz
- Antoni Pawlicki – Jerzy Topór-Kisielnicki
- Piotr Cyrwus – „Kucharz”
- Modest Ruciński – Tadeusz Kasprzycki
- Karol Czajkowski – Felek
- Jakub Hojda – Staszek
- Karolina Kominek – Aleksandra Szczerbińska
- Angelika Kurowska – Aniela
- Monika Pawlicka – Krystyna
- Stanisław Cywka – Kamil Tubilewicz
- Bartosz Szpak – „Szpak”
- Piotr Żurawski – „Zyga”
- Adam Kin – chłopak
- Kamil Wodka – Wicek
- Karol Górski – Lucek
- Antoni Sałaj – Kazek
- Michał Czorny – Michał
- Krystian Pesta – Słomka
- Jędrzej Bigosiński – Janek
- Aleksandra Yermak – Faustyna
- Maciej Marczewski – Kazimierz Sosnkowski
- Jakub Kamieński – kwatermistrz
- Robert Czebotar – chirurg
- Piotr Bondyra – legionista
- Michał Zieliński – Franek „Kmicic”
- Maja Barełkowska – hrabina
- Remigiusz Jankowski – ułan
- Jacek Łuczak – lokaj
- Remigiusz Mazur-Hanaj – lirnik
- Maciej Pawlicki – fryzjer
- Grzegorz Pluta – czyściciel butów

## Nagrody i festiwale
- 2019 – Nominacja do nagrody „Złotych Lwów” dla najlepszego filmu podczas 44. Festiwalu Polskich Filmów Fabularnych w Gdyni w 2019 roku[8]
- 2019 – Nominacja do nagrody Złotego Szczeniaka podczas Festiwalu Aktorstwa Filmowego im. Tadeusza Szymkowa dla Mirosława Baki za najlepszą drugoplanową rolę męską[9]